# 格但斯克历史
 波美瑞利亚公国 1227–1282

 波兰王国 1282–1308

 条顿骑士团国 1308–1410

 波蘭王国 1410–1411

 条顿骑士团国 1411–1454

 波蘭王国 1454–1569

 波立联邦 1569–1793

 普鲁士王国 1793–1807

 但泽自由市 1807–1814

 普鲁士王国 1814–1871

 德意志帝国 1871–1918

 魏玛共和国 1918–1920

 但泽自由市 1920–1939

 纳粹德国 1939–1945

 波兰人民共和国 1945–1989

格但斯克（波兰语：Gdańsk），旧称但泽（德語：Danzig；卡舒比语：Gduńsk），是波蘭最古老的城市之一。這座城市由中世纪波蘭統治者梅什科一世於10世紀建立，長期以來一直是皮亞斯特王朝的一部分，又该王朝直接统治或作為封地。1308年，這座城市成為條頓騎士團國家的一部分，条顿骑士团统治它直到1454年。此後，它再次成為波蘭王国的一部分，儘管其自治度越來越高，并且加入了德意志人主导的汉萨同盟。它是波蘭糧食貿易的重要城市，同时兼备波罗的海和北海的交通优势，由此吸引了來自歐洲大陸各地的人們。這座城市在1793年第二次瓜分波蘭期間被普魯士接管，隨後失去了作為貿易港口的重要性。在拿破崙戰爭期間曾短暫成為自由市，拿破崙戰敗後再次成為普魯士属地，後來随普鲁士成為了新創建的德意志帝國的一部分。
第一次世界大戰後，但澤自由市再國際聯盟托管下成立。德國攻击位於西盘半岛的波蘭軍事基地標誌著第二次世界大戰的開始，這座城市於1939年波兰战役后被納粹德國吞併。當地猶太人在大屠殺中被系統地謀殺，而波蘭人和卡舒比人也遭到了迫害。二戰後，這座城市成為波蘭的一部分，該市的德國居民在戰前構成了該市人口的99%，但是在战后被尽数驅逐回德國。二战后，這座城市從戰爭破壞中重建，並建造了规模巨大的造船廠。在这个船厂里诞生了團結工會运动，最终导致了波兰共产党政府的垮台。在1989年共產主義被取缔後，其人口面臨貧困和大量失業，大部分造船業都關閉了。